# Saint-Germain-les-Belles
Saint-Germain-les-Belles település Franciaországban, Haute-Vienne megyében. Lakosainak száma 1148 fő (2022. január 1.). Saint-Germain-les-Belles Benayes, Glanges, Magnac-Bourg, Meuzac, La Porcherie, Saint-Vitte-sur-Briance és Vicq-sur-Breuilh községekkel határos.

## Népesség
A település népessége az elmúlt években az alábbi módon változott:
| Lakosok száma | 1187 | 1192 | 1203 | 1169 | 1158 | 1159 | 1152 | 1145 | 1148 |
|               | 2013 | 2015 | 2016 | 2017 | 2018 | 2019 | 2020 | 2021 | 2022 |